# Хилдеберт Осиновения
Хилдеберт Осиновения (на латински: Childebertus adoptivus, † 18 октомври 662) или Хилдеберт III Приемни, е крал на Австразия от 656 до 661 г.
Той управлява като Хилдеберт III и не трябва да се бърка с Хилдеберт III (* 678/679; † 711).

## Живот
Той не принадлежи към династията на Меровингите. Син е на франкския майордом Гримоалд Стари от династията на Пипинидите, по-късните Каролинги, и внук на Пипин Ланденски.
Хилдеберт е осиновен от Сигиберт III (* 633; † 1 февруари 656), понеже няма деца дълги години, обаче кралицата ражда син, Дагоберт II, който е определен за наследник на трона. Гримоалд го прави монах след смъртта на баща му през 656 г. и го изпраща в манастир в Ирландия. Гримоалд постига целта си и неговият син става крал на Австразия, който я управлява шест години до смъртта си през 662 г. като Хилдеберт Осиновения (Хилдеберт III Приемни).
След него крал става Хилдерих II.